# Električni signal
Električnim signalom možemo smatrati svaki oblik električnog napona ili struje koji sadrži neku informaciju. Kako je električni napon daleko lakše izmjeriti odgovarajućim mjernim instrumentom ili promatrati putem osciloskopa u odnosu na električnu struju, pod pojmom električnog signala zato prvenstveno podrazumijevamo električni napon.

## Informacija sadržana u istosmjernom naponu
Istosmjerni električni napon može sadržavati samo informaciju 1 (ima napona) i 0 (nema napona) temeljem koje možemo, na primjer, dati naredbu nekom uređaju da se uključi (1) ili isključi (0).

## Informacija sadržana u izmjeničnom naponu
Princip uključivanja i isključivanja istosmjernog napona koristio se desetljećima u prvoj komunikaciji na daljinu: telegrafiji. U osnovi to je binarna informacija, princip na kojem su zasnovani binarni računalni sustavi. Međutim, učestalu promjenu istosmjernog napona u vremenu ne možemo više smatrati istosmjernim, već pravokutnim oblikom izmjeničnog napona.  Za razliku od istosmjernog napona gdje se može registrirati samo amplituda napona, informacija sadržana u električnom signalu izmjeničnog napona može biti sadržana u nebrojenom nizu, općenito različitih i u vremenu promjenljivih amplituda frekvencijskog spektra izmjeničnog napona. U tom smislu je količina informacija koja se može prenijeti u jedinici vremena općenito razmjerna frekvenciji izmjeničnog električnog signala. Jedan od prvih takvih uređaja koji se pojavio u upotrebi je telefon.

### Telefon
Zamisao prenošenja govora na daljinu potječe još iz polovice XIX stoljeća, a kroz naredna desetljeća učinjene su brojne inovacije u namjeri da telefon bude pouzdaniji i kvalitetniji. U radu telefona koristi se istosmjerna električna struja gdje ugljeni mikrofon pod djelovanjem tlaka zvučnih valova govora u ritmu frekvencije govora mijenja svoj električni otpor i na taj način amplitudno „modulira“ istosmjernu struju. Na prijemnoj strani izmjenična komponenta istosmjerne struju uzrokuje titranje membrane u slušalici i električni signal se pretvara ponovno u zvučni. Informacija je sadržana u amplitudi i u frekvencijskom spektru električnog signala.

### Radiotelegrafija
Temelji radiotelegrafije postavljeni su krajem XIX stoljeća te je radiotelegrafija kao sredstvo prijenosa informacija uvedena već prvih godina XX stoljeća. Električni signali dugovalnog, kasnije i kraćih valnih područja amplitudno su se modulirali jednom zvučnom frekvencijom i putem odašiljača i antene slali i na relativno velike udaljenosti gdje su se primali pomoću odgovarajuće antene i prijamnika. Visoka frekvencija je nosilac informacije, gdje se nakon demodulacije informacija pojavljivala u obliku dogovorenih znakova Morseovog koda. Kratko trajanje tona je u tom smislu označavalo točku, a vremenski duže trajanje crtu, gdje je su određene kombinacije točaka i crta označavale pojedina slova abecede ili brojeve. Na taj je način, na primjer slijed od tri točke, tri crte i ponovno tri točke (… - - - …) označavao SOS međunarodni poziv u pomoć koji su tradicionalno slali brodovi u slučaju opasnosti.

### Radio
Radio se razvijao usporedno s radiotelegrafijom te je prva eksperimentalna radio postaja otpočela s radom 1897. godine. Jednako kao i kod radiotelegrafije i radio koristi amplitudnu modulaciju nosećeg elektromagnetskog vala, no noseći val se amplitudno modulira cijelim spektrom frekvencija koji sadrži informaciju govora ili glazbe. Na prijemnoj strani, jednako kao i kod radiotelegrafije, nakon demodulacije se signal mogao čuti najprije preko slušalica, a kasnije i preko pojačala i zvučnika.

### Televizija
Brzim razvojem elektronike ostvareni su nakon radija i uvjeti za ostvarenje prijenosa slike na daljinu. Prvo emitiranje ostvareno je u Njemačkoj 1929. godine, a do kraja tridesetih godina prošlog stoljeća televizija je već kao novost bila prihvaćena u brojnim zemljama. Jednako kao i kod radija, no na višoj frekvenciji, noseći val je amplitudno moduliran i signalom slike i signalom tona, gdje je na prijemnoj strani signal demoduliran i razdvojen ponovno u signal slike i tona.

### FM radio
Premda je princip frekvencijske modulacije bio patentiran još 1933. godine, prvo komercijalno emitiranje sadržaja emitiranih frekvencijskom modulacijom bilo je dozvoljeno tek početkom 1941. godine. Pojavom sve većeg broja radio stanica postojeći frekvencijski prostor postao je jednostavno preuzak za otvaranje novih te je, do tada vrlo slabo prihvaćen, FM radio sa znatno boljom kvalitetom prijenosa signala ipak usvojen početkom pedesetih godina, gdje je britanski BBC započeo emitirati FM program 1955. godine. Premda je emitiranje FM programa usvajano relativno polako, do danas je FM radio u komercijalnoj primjeni praktički potpuno istisnuo klasični AM radio. Noseći val vrlo visoke frekvencije modulira se frekvencijski gdje je informacija sadržana u promjeni frekvencije nosećeg vala te je takva vrst prijenosa znatno manje osjetljiva na razne elektromagnetske smetnje.

### Ostali oblici električnog signala
Premda se pod pojmom električnog signala najčešće podrazumijevaju u svakodnevnom životu prisutni signali radija, televizije ili mobitela, električni signali su u prikladnom obliku prisutni u brojnim uređajima namijenjeni kontroli proizvodnje, upravljanju, navođenju, signalizaciji, komunikacijama, u računalima te i u brojnim drugim uređajima i primjenama.

## Frekvencijsko područje električnog signala
Frekvencijski tonski spektar razumljivog govora zauzima frekvencijsko područje od kojih 400 do 3.000 Hz Hz, što je svojevremeno otprilike i bio standard za telefonske veze i uređaje. Razvojem elektronike i pratećih uređaja postavljani su sve kvalitetniji standardi i za reprodukciju govora i glazbe te danas smatramo da prijenosni frekvencijski spektar elektroakustičkih uređaja za reprodukciju tonskog frekvencijskog područja treba težiti rasponu frekvencija od 20 Hz pa sve do 20 kH, premda valja napomenuti da ljudsko uho ipak ima nešto uže čujno područje. 
Frekvencijsko područje električnog signala može se prostirati i ispod 20 Hz, kada govorimo o infrazvučnom području ili iznad 20 kHz kada govorimo električnom signalu ultrazvučnog područja. Područje električnih signala ultrazvučne frekvencije prekriva se iznad neke granice s područjem električnih signala područja najnižih radio frekvencija (valno područje ekstremno velikih valnih duljina). Povišenjem frekvencije električnog signala ulazimo u brojna frekvencijska područja rada srednjevalnih i kratkovalnih odašiljača i stanica, brojnih programa televizije, te područje frekvencija koji se koriste za vojsku i policiju, mobilne uređaje i satelitske komunikacije, radare, i td.

## Analogni i digitalni oblik električnog signala
Pod pojmom analognog električnog signala podrazumijevamo, pojednostavljeno rečeno, takav električni signal koji je u svakom trenutku vremena prisutan u sustavu  (Slika desno: fig.1). Prilikom konverzije analognog signala u digitalni (fig.2) određenom frekvencijom uzimaju se uzorci analognog električnog signala i izražavaju u digitalnom obliku, gdje na primjer slijed od 10 binarnih znamenki označava 1024 mogućih različitih analognih razina – unoseći prilikom konverzije digitalnog signala u analogni (fig.3) pogrešku manju od 0,1%. Digitalni sustavi su znatno manje ili skoro uopće nisu osjetljivi na neke oblike smetnji te imaju i niz drugih prednosti što je uvjetovalo brz razvoj digitalizacije procesa snimanja i reprodukcije zvuka te sveopću primjenu.